# Komplementarna DNK
U genetici, komplementarna DNK (kDNK, cDNA) je DNK sintetisana sa templeta informacione RNK (iRNK) u reakciji katalizovanoj reverznom transkriptazom i DNK polimerazom. cDNA se često koristi za kloniranje eukariotskih gena u prokariotske organizme. Na primer, da bi se izrazio specifični protein u ćeliji koja normalno ne izražava taj protein potrebno je preneti cDNA tog proteina u ćeliju. cDNA se takođe proizvodi u retrovirusima (kao što su HIV, virus simijanske imunodeficijencije, etc.) koji se integrišu u genom domaćina i kreiraju provirus.

## Spoljašnje veze
- Integrisana baza podataka ljudskih gena i transkripta
- Funkcionalna anotacija genoma miša